# Deep River (Washington)
Pour les articles homonymes, voir Deep River.
Deep River  est une census-designated place américaine de l'État de Washington dans le comté de Wahkiakum. 
La population était de 204 habitants en 2010.